# Fontana Re Fahd
La fontana Re Fahd (in arabo: نافورة الملك فهد), o fontana di Gedda, è la fontana con il più alto getto d'acqua al mondo ed è sita a Jeddah Corniche, a Gedda.
La fontana è stata donata alla città dal re Fahd.

## Storia
La struttura è stata costruita sull'esempio della Jet d'eau di Ginevra e i primi progetti risalgono al 1980. L'opera è stata inaugurata nel 1985.

## Dati tecnici
L'opera utilizza acqua marina proveniente dal Mar Rosso e la lancia a un'altezza di 312 metri a una velocità di 322 km/h. Viene utilizzata, inoltre, un'illuminazione notturna sul getto d'acqua rendendolo visibile da qualsiasi punto della metropoli saudita.